# مارک مالوک براون
مارک مالوک براون (انگلیسی: Mark Malloch Brown, Baron Malloch-Brown؛ زادهٔ ۱۶ سپتامبر ۱۹۵۳) سیاستمدار اهل بریتانیا و عضو شورای اختصاصی (بریتانیا) است.
وی دیپلمات، مشاور ارتباطات، و عضو پیشین و سیاستمدار سابق حزب کارگر (بریتانیا)، روزنامه‌نگار و از ۲۰۰۷ تا ۲۰۰۹ وزیر امور کشورهای آفریقایی و سازمان ملل و همچنین وزیر امور آسیایی و سازمان ملل بوده است.
مالوک براون از۱۹۷۷ تا ۱۹۷۹ خبرنگار سیاسی مجله اکونومیست بود و سپس از ۱۹۷۹ تا ۱۹۸۳ به کار باکمیساریای عالی سازمان ملل متحد برای پناهندگان پرداخت. او از ۱۹۹۹ تا ۲۰۰۵ به عنوان متخصص توسعه در بانک جهانی خدمت کرد، و از آوریل تا دسامبر ۲۰۰۶ قائم‌مقام دبیرکل سازمان ملل متحد شد.

## دوران جوانی و تحصیلات
مالوک براون در سپتامبر ۱۹۵۳ در ناحیه ماری‌لبون لندن در شهر وست‌مینستر در خانه یک دیپلمات در تبعید آفریقای جنوبی متولد شد. وی در کالج مارلبرو تحصیلات خود را به پایان برد، و تحصیلات عالی خود را در کالج مگدالن، کمبریج گذراند و مدرک کارشناسی ارشد خود را در رشته علوم سیاسی از دانشگاه میشیگان اخذ کرد. او تنها فرزند خانواده است. مالوک براون دارای همسر و چهار فرزند است.

## فعالیت حرفه‌ای
مالوک بین سال‌های ۱۹۷۷ تا ۱۹۷۹ خبرنگار سیاسی مجله اکونومیست بود. پس از آن از ۱۹۷۹ تا ۱۹۸۳ در کمیساریای عالی سازمان ملل متحد برای پناهندگان کار کرد، وی دراین دوره با کوفی عنان کار کرد و ۱۹۷۹ تا ۱۹۸۱ در تایلند مستقر شد مالوک در آنجا مسئولیت عملیات میدانی برای پناهندگان کامبوج را بر عهده داشت و در ساخت اردوگاه ساکائو و خائو آی دانگ نظارت می‌کرد. در این دوره در ۱۹۸۱ جایزه صلح نوبل به کمیساریای عالی سازمان ملل متحد برای پناهندگان اعطا شد، این برای دومین بار بود که وی این جایزه را دریافت می‌کرد.
مالوک براون تصور می‌کرد که در انتخابات سرتاسری ۱۹۸۳ بریتانیا توسط حزب سوسیال دموکرات (بریتانیا) نامزد شده است اما وی نامزد انتخاب نشده بود.
در ۱۹۸۳، مالوک براون به عنوان متخصص توسعه در بانک جهانی خدمت کرد و از آوریل تا دسامبر ۲۰۰۶ قائم‌مقام دبیرکل سازمان ملل متحد شد.

### آمریکای لاتین
مالوک براون بیشتر انرژی روابط عمومی خود را صرف مشاوره دادن به سیاستمداران در آمریکای لاتین متمرکز کرد.

### فیلیپین
در فیلیپین، مالوک براون در کارزار علیه فردیناند مارکوس با کرازون آکینو همکاری داشت، مالوک براون روزهای قبل از انتشار نتایج رأی‌گیری در مبارزات انتخاباتی آکینو مقابل مارکوس، سخنرانی پیروزی انتخاباتی آکینو را نوشت تا آکینو با ایراد سخنرانی ادعای پیروزی کند.

## بانک جهانی (۱۹۹۴–۱۹۹۹)
در سال ۱۹۹۴، مالوک براون به عنوان معاون امور خارجی بانک جهانی به عضویت این ارگان درآمد، از مسئولیت‌های او برقراری روابط با سازمان ملل بود.

## سازمان ملل (۱۹۹۹–۲۰۰۶)
مالوک براون در ژوئیه ۱۹۹۹به عنوان مدیر برنامه عمران ملل متحد (UNDP) به سازمان ملل متحد بازگشت و تا اوت ۲۰۰۵در این سمت باقی ماند.

### قائم‌مقام دبیرکل ملل متحد (۲۰۰۶)
مالوک براون در ۱ آوریل ۲۰۰۶ به جای لوئیز فرشت به عنوان قائم‌مقام دبیرکل سازمان ملل متحد تا دسامبر ۲۰۰۶ خدمت کرد.